# Provincia degli Altopiani Occidentali
La  provincia degli Altopiani Occidentali  è una provincia della Papua Nuova Guinea appartenente alla Regione delle Terre Alte.

## Geografia antropica

### Suddivisioni amministrative
La provincia è suddivisa in distretti, che a loro volta sono suddivisi in aree di governo locale (Local Level Government Areas).
| Distretto                    | Capoluogo   | Aree LLG           |
| ---------------------------- | ----------- | ------------------ |
| Distretto di Dei             | Dei         | Muglamp Rural      |
| Distretto di Dei             | Dei         | Kotna Rural        |
| Distretto di Mount Hagen     | Mount Hagen | Mount Hagen Rural  |
| Distretto di Mount Hagen     | Mount Hagen | Mount Hagen Urban  |
| Distretto di Mul-Baiyer      | Baiyer      | Baiyer Rural       |
| Distretto di Mul-Baiyer      | Baiyer      | Lumusa Rural       |
| Distretto di Mul-Baiyer      | Baiyer      | Mul Rural          |
| Distretto di Tambul-Nebilyer | Nebilyer    | Mount Giluwe Rural |
| Distretto di Tambul-Nebilyer | Nebilyer    | Nebilyer Rural     |